# オールドバルディー

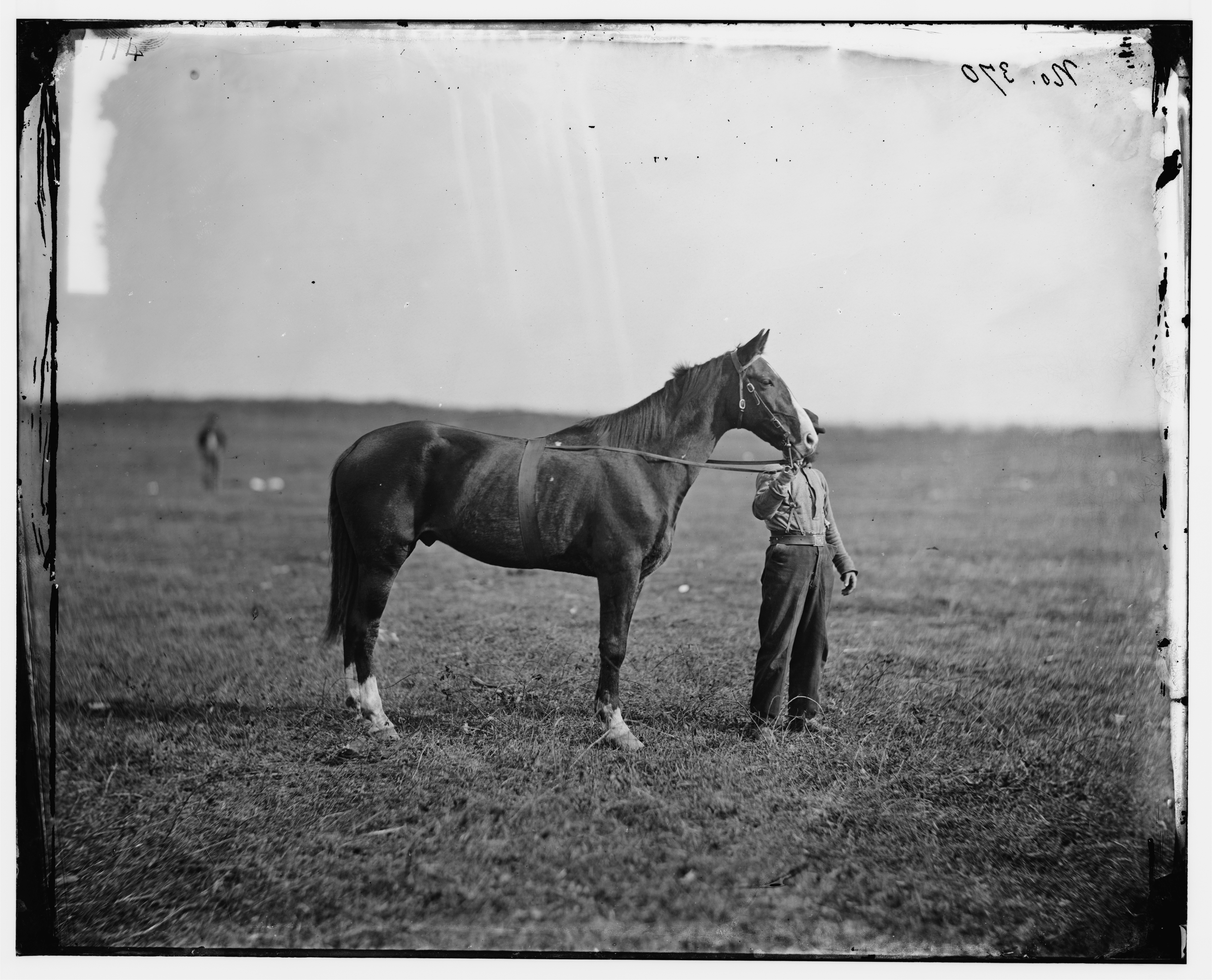
1863年のオールドバルディー

オールドバルディー（Old Baldy, 1852年 - 1882年12月16日）は、アメリカ合衆国の南北戦争で活躍した軍馬。アメリカ合衆国陸軍少将ジョージ・ミードの愛馬として、ゲティスバーグの戦い等、南北戦争の重要な戦いに数々参加した。

## 生涯

### 軍歴
バルディーは西部で生まれ育ち、南北戦争の初めにはデヴィット・ハンター将軍によって所有されていた。この頃の彼の名前は知られていない。第一次ブルランの戦いでは、砲弾の破片により多くの負傷を負ったと言われている。1861年9月にはミードが政府から150ドルで購入し、白い顔に因みバルディーと名付けた。ミードはバルディーの乗りにくい少し変わった側対歩にもかかわらずバルディーを気に入り、1863年から1864年の春にかけてすべての戦いでバルディーに騎乗した。第二次ブルランの戦いでは右の後ろ足を負傷し、さらにアンティータムの戦いでは銃弾が首を貫通してあやうく命を落としかけている。また、ゲティスバーグの戦いでは、1863年7月2日にミードのズボンを通り抜けた弾がバルディーの胃まで到達した。このときバルディーはよろめいて前進を拒み、ミードの命令をまったくききいれなかった。「今度こそ駄目かと思った。バルディーが戦火の中を前進することを拒んだのはこれが初めてであった」と、ミードは後に語っている。そしてバルディーは傷の治療のために休養に入った。
1864年には傷が回復したため軍務に戻り、オーバーランド作戦、ピータースバーグ包囲戦に参加した。

### 退役後
グローブタヴァーンの戦いで肋骨を負傷したため、ミードはバルディーを退役させた。バルディーはまず北方のフィラデルフィアへ送られた後、次にミードの幕僚として補給を担当したサム・リングウォルト大佐の牧場（ペンシルベニア州ダウニングトン）に預けられ、やがてミード家との親交の深い知人が所有していたメドウバンクファームに移され、そこで数年を過ごした。
引退後も元気に生活したバルディーは、ミードを乗せていくつかのパレードに参加した。最後の仕事は1872年11月のミードの葬式であった。バルディーはさらに10年間生き、30歳の時に立つことができないほど衰弱したため安楽死された。1882年12月16日であった。同年のクリスマスに、2人の合衆国陸軍の退役軍人（アルバート・C・ジョンストンとH・W・B・ハーヴェイ）がバルディーの遺体を掘り出し、頭部を剥製として保存した。

## 後年
現在、バルディーの頭部は飾り板に乗せられてガラスケースに収められ、オールドバルディー市民戦争協議会の管理の下、南北戦争と地下鉄道博物館のミード将軍資料室に展示されている。